# 中埠镇
中埠镇，是中华人民共和国山東省淄博市张店区下辖的一个乡镇级行政单位。

## 行政区划
中埠镇下辖以下地区：
铁山社区、铁冶村、中埠村、于家村、黄金村、孟家村、杨辛村、小王村、大王村、边辛村、张家村、郭家村、大寨村、金岭铁矿社区和油田制管公司社区。